# 柴田林太郎
柴田 林太郎（しばた りんたろう、1951年11月20日 - ）は、日本の俳優。さかがみ企画所属。少林寺流空手道二段。

## 出演

### テレビドラマ

#### NHK
- 土曜ドラマ
  - 「病院」（1996年10月19日 - 11月2日） - 手島 役
  - 「憲法はまだか」第一部「象徴天皇」（1996年11月30日）
- 金曜時代劇
  - 「天晴れ夜十郎」第22話・最終話（1997年3月14日・21日） - 草平 役
  - 「しくじり鏡三郎」第14話（1999年7月2日）
- BSドラマ「ご就職」 第2話（1998年5月23日）
- 水曜シリーズドラマ「遠い親戚 近くの他人?」第1話（1999年2月17日）
- 連続テレビ小説「すずらん」第93話（1999年7月21日）
- ドラマ愛の詩「双子探偵」第9話（1999年9月11日） - 高木の父 役
- ドラマ家族模様「マッチポイント!」第3話（2000年10月20日）
- 天才てれびくんワイド「魔界同盟」 第3話（2001年6月18日 - 7月9日） - 大津副社長 役

#### 日本テレビ
- 誇りの報酬 第40話（1986年7月13日）
- 火曜サスペンス劇場

  - 「悪い電話」（1991年1月29日）
  - 「再会」（1996年3月26日） - 佐々木 役
  - 「警視庁鑑識課2」（1996年12月3日） - 前田知孝 役
  - 「女監査医 室生亜希子25」（1999年5月4日） - 倉林医師 役
  - 「孤独な果実」（2000年11月28日） - 栗野行雄 役
- 男はいらない（1994年10月20日 - 12月15日）
- 金曜ロードショー
  - 特別企画「俺たちの旅 二十年目の選択」（1995年9月1日） - 木村 役
  - 金曜特別ロードショー「刑事（デカ）」（2000年12月8日）
- 爆笑オムニバスドラマ チョベリバ！わが人生最悪の日（1996年10月2日）
- ピーチな関係 第2話・第3話（1999年10月18日・25日）
- 春のドラマスペシャル「バカヤロー!2000 ニッポン人の怒りが爆発する!!」『太るのは罪ですか?』（2000年3月27日）

#### TBS
- 花王 愛の劇場
  - 「秘密」（1982年3月8日 - 5月7日）
  - 「黒革の手帖」（1984年1月5日 - 2月24日）
  - 「天までとどけ7」（1998年4月6日 - 5月29日） - 予備校教師 役
- 月曜ドラマスペシャル「病理医・薮野善次郎の鑑定ファイル1 事件、解剖致します」（1996年5月27日）
- 東芝日曜劇場「ベストパートナー」第5話（1997年11月9日） - 林田 役
- 月曜ミステリー劇場
  - 「棟居刑事シリーズ3 追跡」（2004年3月8日）
  - 「警視庁特別広域捜査官 宮之原警部シリーズ2 菜の花幻想殺人事件」（2006年2月13日）
- 月曜ゴールデン「警視庁鑑識課〜南原幹司の鑑定〜」（2011年3月28日） - 聖育学園事務長 役

#### フジテレビ
- 暴れ九庵 第5話（1984年10月30日）
- 男と女のミステリー→金曜ドラマシアター→金曜エンタテイメント→金曜プレステージ
  - 「飢餓海峡」（1988年10月7日）
  - 「松本清張作家活動40年記念・球形の荒野」 （1992年2月7日）
  - 「平成五年、女のいくさ」（1993年1月15日）
  - 「腕まくり看護婦物語1 純情編」（1993年5月14日） - 山田肇 役
  - 「これから 海辺の旅人たち」（1993年5月21日）
  - 「また家族にしてね」（1996年5月31日） - 山口茂 役
  - 「壁ぎわ税務官1」（2001年5月4日） - 第一善行銀行 支店長 役
  - 「浅見光彦シリーズ14」（2002年4月12日）
  - 「壁ぎわ税務官」（2006年7月14日）
  - 「浅見光彦シリーズ31」（2008年5月2日） - 羽田栄三 役
  - 「浅見光彦シリーズ37」（2010年4月30日） - 荒井省三 役
- 迎春ドラマスペシャル→新春ドラマスペシャル
  - 「春を待つ家」（1990年1月12日）
  - 「別れは春のささやき」（1991年1月11日）
  - 新春ドラマスペシャル'94 あおげば尊し「さよなら…先生」（1994年1月3日）
- 世にも奇妙な物語 第1シリーズ「通勤電車」（1990年9月20日）
- 妻たちの劇場
  - 「大家族時代」（1991年5月21日 - 6月28日）
  - 「面影ホテル」（1992年8月31日 - 10月16日） - 千葉 役
  - 「砂の上の家（危ない家族[注 1]）」（1993年8月30日 - 10月8日）
- サスペンス明日の13章「ママの誤算・ボクの命返せ」（1993年5月3日）
- 愛の天使（1994年7月4日 - 9月30日） - 橘 役
- いいひと。（1997年4月15日 - 6月24日） - 野崎 役
- 砂の城 （1997年6月30日 - 10月3日）- 平井正継 役
- 太陽がいっぱい 第3話・第5話 - 最終話（1997年1月27日・2月10日 - 3月17日） - 西村 役
- 甘い結婚 最終話（1998年3月19日）
- いのちの器 第53話（1998年12月）
- HERO 第10話（2001年3月12日）
- マルサ!!東京国税局査察部 第6話（2003年5月13日） - 志濃沢壮一 役
- ミステリードラマSP「浅見光彦シリーズ53」（2018年3月29日） - 村上 役

#### テレビ朝日
- 特捜最前線 第260話・第412話（1982年5月12日・1985年4月24日）
- 土曜ワイド劇場
  - 「伊勢志摩 密封死体の女、英虞湾に消えた妹の秘密」（1992年5月23日）
  - 「木曽路殺人事件」（1993年11月13日）
  - 「おふくろ刑事 柏木桃子 越後路殺人捜査行、禁断の愛！！運命の兄妹に衝撃の秘密…」（1995年12月6日） - 栗山一哉 役
  - 「牟田刑事官事件ファイル26　沖縄仲人旅行連続殺人」（1999年5月1日）
  - 特別企画「ひまわり〜桶川女子大生ストーカー殺人事件〜」（2003年12月13日）
- 名奉行 遠山の金さん 第7シリーズ 第12話（1995年12月14日） - 嘉平 役
- 月曜ドラマ・イン「イタズラなKiss」第5話（1996年11月18日） - 医師 役
- はみだし刑事情熱系 第6話（1996年11月20日）
- 七人の女弁護士 2時間スペシャル（1997年1月9日）
- 未来戦隊タイムレンジャー 第7話（2000年3月26日） - 山村 役
- 仮面ライダー555 第33話・第34話（2003年9月14日・21日）

#### テレビ東京
- 敬老の日ドラマスペシャル「明日になれば－あるホームヘルパーの物語－」（1990年9月15日）
- 秋のドラマスペシャル「中山晋平 その生涯」（1991年10月2日） - 富松 役
- 女と愛とミステリー
  - 「死刑台のロープウェイ」（2001年7月18日） - 穂積 役
  - 「伊豆・天城越え殺人事件！」（2001年12月26日）
  - 「信濃のコロンボ 事件ファイル2 北国街道殺人事件」（2002年5月22日） - 谷永敏夫 役
  - 松本清張没後10年特別企画「たづたづし」（2002年11月27日） - 公共団体の職員 役
  - 「誘拐者の声音 その朝お前は何を見たか」（2003年8月13日） - 杉崎基弘 役
- 新春ワイド時代劇「徳川風雲録 八代将軍吉宗」（2008年1月2日、テレビ東京） - 竹腰正武 役

### 映画
- 戦場のメリークリスマス（1983年5月28日、松竹富士）
- 独身アパート どくだみ荘（1988年12月24日、松竹富士）
- マルタイの女（1997年9月27日、東宝） - 報道陣 役
- 学校III（1998年10月17日、松竹）- 磯崎靖明 役
- 宣戦布告 （2000年3月4日、ゼアリズエンタープライズ・日本出版販売）
- EKOEKO AZARAK エコエコアザラク （2001年4月28日、ギャガ・コミュニケーションズ）
- 宣戦布告 （2002年10月5日、東映） - 田島裕一 役

### オリジナルビデオ
- ROCK and ROLL LOVE[1]
- キングの火遊び（1991年）
- 新・どくだみ荘（1995年） - 鈴木 役
- ぴんくギャル（1996年） - 須山邦夫 役
- ぴんくギャルⅡ（1996年） - 須山邦夫 役
- プレミア ～恋文篇～ - 梅沢 役[1]
- Y氏の隣人（1997年）
- 鍵師カチリ（1998年） - 木下喜一 役

### CM
- 田辺製薬「アスパラドリンク」
- J-PHONE「家族まるごと割引サービス」
- キリン「一番搾り」
- 日本リーバ「ポンズパーフェクト」

### 舞台
- 東宝 製作	「化粧」
- 亜人の会 公演「泣砂情話」
- 亜人の会 公演「陰人」
- 亜人の会 公演「男と女」
- 亜人の会 公演「怨人伝説」
- 亜人の会 公演「修羅の闇から、今」
- 二兎社 公演「満点の星よ」
- 二兎社 公演「私もカメラ」
- 二兎社 公演「転職日記」
- 二兎社 公演「空の耳」
- 劇団桟敷童子 公演「阿呆ノ記」[2]
- 劇団桟敷童子 公演「荒野に咲け」[3]
- 劇団桟敷童子「蝉追い」[4]